# Bomolocha morelosalis
Bomolocha morelosalis är en fjärilsart som beskrevs av William Schaus 1916. Bomolocha morelosalis ingår i släktet Bomolocha och familjen nattflyn. Inga underarter finns listade i Catalogue of Life.